# فرودگاه هسپرو
فرودگاه هسپرو (به انگلیسی: Hespero Airport) یک فرودگاه همگانی است که یک باند فرود چمن دارد و طول باند آن ۷۹۲ متر است. این فرودگاه در کشور کانادا قرار دارد و در ارتفاع ۹۶۸ متری از سطح دریا واقع شده‌است.